# Вініфред Джексон
Вініфред Вірджинія Джексон (англ. Winifred Virginia Jackson; 1876 — 1959) — американська поетеса, активна дописувачка аматорської преси.

## Творчість
Джексон відома, зокрема, своєю співпрацею з Говардом Лавкрафтом, який допомагав їй з переглядом і публікацією деяких її поетичних творів, а також надрукував один з віршів Джексон у своєму журналі The Conservative, а згодом присвятив їй та її творчості 2 есе.
Результатами спільної творчості Джексон і Лавкрафта стали оповідання «Зелений луг», написане в 1918/19 роках і вперше опубліковане в 1927 році у весняному числі аматорського видання The Vagrant, та «Повзучий хаос», написане в грудні 1920 року і вперше опубліковане в 1921 році в квітневому числі United Cooperative. В обох випадках Джексон і Лавкрафт використали псевдоніми — Елізабет Невілл Берклі та Льюїс Теобальд-молодший відповідно. У своєму листуванні вони часто обмінювались побаченим уві сні, тому лихоманкове видіння Джексон, яке вона побачила, хворіючи на грип, викликало у Лавкрафта неабиякий захват, і він доповнив його елементами власного сну — так з'явилось оповідання «Повзучий хаос», в апокаліптичній картині якого відбилися страхи та похмурі роздуми, що наповнили Лавкрафта під час епідемії іспанського грипу.
Серед журналістів-аматорів того часу побутували чутки про романтичні стосунки Лавкрафта і Джексон (як стверджувала колишня дружина Лавкрафта Соня Грін в своєму інтерв'ю 1967 року: «Я вкрала Лавкрафта у Вініфред Джексон»), проте в 1921 році їхні шляхи розійшлись. Відтоді Джексон працювала над власним матеріалом і видала 2 збірки творів — в 1927 та 1944 роках.